# Peter Foyse
Peter Foyse (ur. 17 maja 1985 w Monachium) – niemiecki aktor teatralny, telewizyjny i filmowy, producent.

## Wybrana filmografia

### Filmy fabularne
- 2010: Romeo i Romeo (Romeos) jako Zivi Marcus
- 2015: Księżniczka Maleen (Prinzessin Maleen, TV) jako Graf Konrad
- 2016: Handwerker und andere Katastrophen (TV) jako Fabian

### Seriale TV
- 2010: Hanna – Folge deinem Herzen jako Marcel Henry
- 2011: Jojo sucht das Glück
- 2012–2013: Rote Rosen (odc. 1186–1440) jako Lars Winter
- 2015: SOKO München jako Florian Rottmair
- 2017: Unter Uns jako Bastian Brockmann